# Khaté
Khaté o Khatini fou un regne que apareix amb relació a Urartu i que se suposa estava situat a la regió de l'Eufrates a l'est de Malatya.
Menua I, rei d'Urartu, va conquerir el país de l'Alzini (al sud-est de Bidlis o Bitlis i el país de Ulliba, al naixement del Batman, i va fer expedicions al país de Txbetèria (després Palu), al país de Xupa (Dzophq o Armènia Sofene) i el Khaté o Khatini fins a Melitealkhé (Melitene o Malatya), després del 800 aC. El seu successor Argisti I va repetir la incursió a Xupa i Kahté després del 785 aC. El següent rei, Sarduri II (753 aC a 735 aC), va tornar a Khaté i va derrotar el rei Hilaruada (Khilawrada) i va entrar a la seva capital.